# Radio France
Radio France est la société nationale de radiodiffusion française qui gère les stations de radio publiques en France métropolitaine, plusieurs formations musicales ainsi qu'un label d'édition de disques et de musique. 
Créée le 1er janvier 1975 après le démantèlement de l’Office de radiodiffusion-télévision française (ORTF), elle est constituée sous la forme d'une société anonyme à capitaux publics intégralement détenue par l'État français. 

## Le service public avant 1940
À l'approche de la deuxième guerre mondiale, conscient de la supériorité de la radiophonie allemande techniquement fort en avance et de son pouvoir de nuisance par la propagande exploitée, le président du Conseil Édouard Daladier transforme radicalement l'organisation des stations de radiodiffusion françaises constituant le secteur public et privé, afin de conserver la mainmise sur l'ensemble. Le 29 juillet 1939, il crée par décret l'administration de la Radiodiffusion française nationale (RN), laquelle groupe tous les services de la radiodiffusion publique sous son autorité unique et non plus sous celle du ministre des Postes, télégraphes et téléphones (PTT), comme jusqu'alors. La censure est instituée le 25 août 1939, suivie d'une loi instaurant le monopole de l'État sur la radiodiffusion promulguée en 1940. On compte jusqu'alors, quelques antennes publiques comme Radio PTT, Radio Tour Eiffel, Radio Alger ou encore Le Poste colonial. 

## L'Occupation 1940-1944
À sa création, la Radiodiffusion nationale est placée sous l'autorité du président du Conseil et est rattachée au commissariat général à l'Information lequel en contrôle l'information. Le 1er avril 1940, la RN est rattachée au ministère de l'Information venant d'être créé par décret puis, le 8 avril, à la présidence du Conseil et le 17 juin, au ministère de l'Intérieur, à nouveau à la présidence du Conseil le 19 juin sous l'autorité d'un haut-commissaire à la Propagande (Jean Prouvost du 19 au 23 juin), à la vice-présidence du Conseil le 18 juillet, à la présidence du Conseil le 13 décembre, au ministère des Affaires étrangères le 4 janvier 1941 et enfin à nouveau à la vice-présidence du Conseil le 10 février.
La loi-règlement du 7 novembre 1942 place la Radiodiffusion nationale sous l'autorité d'un Conseil supérieur de quatre membres et d'un administrateur général. Le président du Conseil supérieur dirige dès lors l'information et la propagande. L'ensemble des membres du Conseil et l'administrateur sont nommés par le chef du Gouvernement. Le 2 octobre 1944, la radio est rattachée au commissariat de l'information. Durant cette période, sont sous tutelle de l'État français, les stations Radio Tour Eiffel, Radio PTT, Poste national Radio-Paris, Paris-Mondial, Radio nationale ou Radio nationale de Vichy, La Voix de la France, La France fidèle ou encore Radiodiffusion de la nation française.

## Libération sous monopole: 1945-1974
À la libération, les anciennes stations de radio nationales ou régionales privées ne voient pas leur autorisation d'émettre renouvelées, ce contexte politique impose dès lors, le monopole de la radiodiffusion et de la télévision, au service public uniquement. Ainsi, le 23 mars 1945, une ordonnance est promulguée qui met fin aux autorisations d'émettre des stations privées de radiodiffusion lesquelles sont nationalisées le 29 mars et l'ordonnance crée un établissement public, la Radiodiffusion française (RDF) pour assurer ce monopole absolu sur la radio et la télévision. Durant cette période, sont créées les stations Programme national, Programme parisien Club d'essai, Paris-Inter et Radio Sorbonne. 
Le 9 février 1949, la Radiodiffusion française (RD) laisse sa place à la Radiodiffusion-télévision française (RTF), laquelle crée les stations France I ou France Un devenant ensuite France Inter, sa déclinaison France II devenue Inter Variété en 1963, France III devenue en 1957 France III-National future France Culture, France IV devenue en 1954 France Musique et enfin, France V ou RTF Alger jusqu'en 1962.
On note pour la première fois dès le 28 mars 1954, l'utilisation de la modulation de fréquence dans la gamme dite de la Bande FM pour la station France IV, future France Musique; après quelques expérimentations à partir de 1960, la stéréophonie est officiellement adoptée en février 1964 par l'ORTF.
À partir des années 1950, bénéficiant de certaines brêches juridiques, des stations privées régionales dites « périphériques » entrent en concurrence directe avec le service public, principalement dans la gamme des puissantes Grandes Ondes, on note Radio Monte-Carlo (RMC), Radio Luxembourg (RTL) et Europe numéro 1 (Europe 1) ou en Ondes Moyennes comme Sud Radio et Radio Andorre, émettant officiellement depuis un territoire étranger.
Le 27 juin 1964, la RTF est remplacée par Office de radiodiffusion-télévision française et projette la création d'une trentaine de stations régionales en métropole et en Outremer. On note en 1971, la création de la station FIP, dont la programmation originale et inédite, marque une ceraine innovation. 

### 1975-1986: développement de Radio France

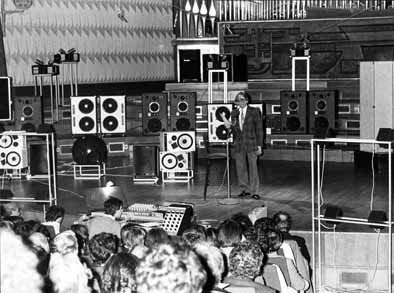
Concert de l'Acousmonium (conçu en 1974) à la Maison de Radio France

La société nationale de radiodiffusion Radio France naît le 1er janvier 1975, date effective d’application de la loi no 74-696 du 7 août 1974, qui supprime l’Office de radiodiffusion-télévision française (ORTF) et crée sept organismes autonomes : Radio France, pour la radiodiffusion ; TF1, Antenne 2 et FR3, pour la télévision ; la TDF, la SFP et l’INA, trois sociétés publiques. Cependant, le monopole d’État est maintenu et chacune des sociétés est placée sous la tutelle du Premier ministre. Cette nouvelle Société nationale de radiodiffusion est chargée par la réforme de gérer et développer les chaînes de radio publiques de l'ex-Office, à l'exception des centres régionaux et ultra-marins de radio qui sont confiés à la société nationale de programme FR3. Son activité commence réellement le 6 janvier 1975.
Radio France conserve la dénomination des chaînes de radios utilisée par l’ORTF (France Inter, France Culture, France Musique, FIP) et crée RFI qui reprend ce qui reste des activités radiophoniques extérieures de la Direction des Affaires étrangères et de la Coopération de l’ORTF.

### La concurrence sur la FM
En 1980, face à la multiplication des radios pirates au milieu des années 1970 et dans la perspective de la fin du monopole de Radio France où François Mitterrand devienne président de la République, mais aussi pour démontrer à l'État la capacité de Radio France à gérer les stations régionales, qui échappent encore à son giron, Jacqueline Baudrier crée trois prototypes de radios locales (Fréquence Nord, Radio Mayenne et Melun FM) et deux stations thématiques : Radio 7 pour les jeunes et Radio bleue pour les séniors.
La loi no 82-652 du 29 juillet 1982 sur la communication audiovisuelle supprime le monopole d'État et recrée par le décret no 82-792 du 17 septembre 1982 la société nationale de radiodiffusion Radio France qui est maintenant placée sous la tutelle de la Haute Autorité de la communication audiovisuelle qui établit le cahier des charges, veille aux règles de concurrence et nomme le président. Par la même loi, FR3 cesse d'être l'opérateur des 29 centres radiophoniques régionaux qui sont transférés à Radio France le 1er janvier 1983, à l'exception des 9 stations ultra-marines qui échoient à la nouvelle Société de radiodiffusion et de télévision française pour l'Outre-mer (RFO) qui vient d'être créée à cet effet. De même, Radio France internationale gagne en autonomie en devenant une filiale de Radio France.

### 1986-2000: évolutions affectant RFI, Radio 7, France Info et Le Mouv'
La loi no 86-1067 du 30 septembre 1986 relative à la liberté de communication fait de Radio France internationale une société indépendante de Radio France depuis 1987. La même année, Radio France ferme Radio 7 et, avec les moyens techniques et une part du personnel et du budget ainsi libérés, crée la première chaîne de radio d'information continue 24 h sur 24 en France, France Info, avec un point sur l’information toutes les demi-heures, des rubriques spécialisées et le suivi de l’évolution des événements.
En mars 1989, Radio France connaît une des plus longues grèves de son histoire alors Jean Maheu devient président-directeur général de la Maison Ronde.
Dix ans plus tard, en 1997, Radio France lance Le Mouv', nouvelle radio entièrement numérique destinée aux jeunes. Implantée à Toulouse, elle déménagera à Paris en 2010.

### 2000-2010: le Plan Bleu concernant France Bleu, FIP et Le Mouv'
En septembre 2000, le Plan Bleu met en œuvre le réseau France Bleu, né de la fusion des radios locales de Radio France et de Radio Bleue. Les FIP de Metz et de Nice entrent dans cette fusion. Dans la même période, le Plan Bleu concerne le réseau FIP (fermeture de cinq stations) et la distribution des fréquences du Mouv'.
En 2002, France Info reprend les émetteurs AM de France Bleu sauf ceux de la Corse, de Strasbourg et de Paris.[réf. nécessaire]
Un important mouvement de grève est déclenché à Radio France le 27 janvier 2004 après un préavis déposé par le SNJ, la SNJ-CGT, la SJA-FO et la CFDT le 21 janvier. Les grévistes réclament l'ouverture de négociations sur les salaires et le respect du Plan Servat sur les salaires signé en 1994 qui prévoit notamment l'examen annuel des écarts salariaux entre Radio France et France Télévisions. Les antennes du groupe (et notamment France Info) sont fortement perturbées et les négociations entre l'intersyndicale et la direction échouent le 5 février. La grève dure jusqu'au 13 février après l'annonce la veille par Jean-Marie Cavada de la remise à plat intégrale du système de rémunération. Ce nouveau système est entériné par l'accord du 3 février 2005 signé par Jean-Paul Cluzel, successeur de Jean-Marie Cavada qui a démissionné en juin 2004 pour se présenter aux élections européennes sur la liste de l'UDF. Cet accord qui institue le NIS (Nouvel instrument salarial) reprend les termes de l'accord de février 2004.

### 2010-2015: à l'heure du défi numérique
À partir de 2010, après dix ans de pause, Radio France étoffe le réseau France Bleu avec l'ouverture de France Bleu Maine (1er juin 2010), de France Bleu Toulouse (23 février 2011) et de France Bleu Saint-Étienne Loire (14 janvier 2013).
Un autre événement important se déroule en 2010; la discothèque qui rassemble tous les disques et vinyles que possède radio France, avant situé à la maison de la radio, est entièrement déplacé (faute de place) au nord de Paris près de la porte d’Aubervilliers dans un hangar de près de 4 000 m2 ; une collection monumentale de plus de 1,5 million de disques tous entièrement répertoriés. Un autre travail monumental consiste à numériser et répertorier sur ordinateur l’entièreté de la collection de disque, une tâche toujours inachevée à l'heure actuelle.
En mai 2014, Radio France lance RF8, un site internet destiné au partage et à l'écoute musicale, dont le principe est la mise en ligne de playlist élaborées par les programmateurs musicaux de l'ensemble des chaines.
Le 9 juillet 2014, trois émetteurs AM de France Info sont arrêtés.
Le 31 octobre 2014, un incendie est déclaré vers 12 h 40 au huitième étage de la maison de la Radio puis se propage au septième étage. Toutes les antennes de Radio France (mais pas France Bleu situé dans les locaux provisoires avenue du Général-Mangin) seront interrompues pendant près de deux heures (de 12 h 40 à 14 h 10). France Info, qui a évacué en direct à l'antenne, reprendra ses programmes assez vite depuis les studios de France Bleu.
En février 2015, la radio entièrement numérique Le Mouv' devient Mouv', une radio musicale positionnée fortement sur le hip-hop et l'électro fédérant une communauté d'auditeurs et d'internautes âgée de 15 à 30 ans.

### 2015-2018: des problèmes financiers
À la suite de problèmes financiers, une grève a lieu à Radio France entre mars et avril 2015, la plus longue de son histoire (28 jours). Le groupe connaît un déficit de 21,3 millions d'euros et doit économiser environ 50 millions d'euros. Plusieurs pistes sont invoquées comme un plan de départs volontaires de 300 à 380 personnes, en priorité des seniors.
En pleine grève, la Cour des comptes publie un rapport pointant du doigt les conditions de travail « très favorables » des radios publiques, en particulier concernant le volume de travail, les compléments de rémunération, les avantages en nature, des services en sureffectifs, enfin la menace de grève comme « donnée centrale de la négociation collective ». Le rapport montre également que les budgets ont augmenté de 27,5 % en dix ans, des effectifs en augmentation de 18,8 % entre 2006 et 2013.
Le 6 octobre 2015, le Tribunal de commerce de Paris a jugé Radio France coupable de concurrence déloyale envers les radios privées. Le 15 janvier 2016, la justice reproche au groupe public d'avoir diffusé de nouveaux messages publicitaires de marque sur les antennes de France Bleu, en contravention avec son cahier des missions et des charges et au mépris du précédent jugement.
Le 1er, 2 et 4 janvier 2016, les derniers émetteurs AM de France Bleu et France Info sont arrêtés.
Le 1er septembre 2016, une version TV de France Info est lancée par France Télévisions. Cette nouvelle chaîne d'information se veut être un média global d'information public (TV, Radio et Internet). Cette nouvelle chaîne s'appuie sur la marque France Info, venant de la radio de Radio France, mais aussi de son expérience et de sa réactivité. La création de cette nouvelle chaîne, entraîne un rapprochement entre les principaux groupes de médias publics, car elle est alimentée par France Télévisions, Radio France (via la radio France Info), France Média Monde (via France 24) et l'INA.
Le 31 décembre 2016, la diffusion en grande ondes de France Inter (162kHz) commencée il y a plus de 75 ans via Allouis, est interrompue pour répondre aux besoins financiers.
Le 10 septembre 2017, Radio France lance une radio d'urgence pour les populations de Saint-Martin et de Saint-Barthélemy, confrontées aux ouragans Irma et José.
Le président de Radio France Mathieu Gallet est condamné en janvier 2018 à un an de prison avec sursis et 20 000 euros d'amende pour « favoritisme ».
Le 31 janvier 2018, le Conseil supérieur de l'audiovisuel, réuni en assemblée plénière, révoque le mandat de Mathieu Gallet avec prise d'effet à compter du 1er mars 2018. L'intérim est assuré par le doyen des administrateurs de Radio France, Jean-Luc Vergne.

### 2018-2020: le temps des économies
Le 16 avril 2018, Sibyle Veil, ex-conseillère de Nicolas Sarkozy, nommée par le CSA, accède à la présidence de Radio France pour une durée de cinq ans,.
Le 31 mai 2019, on apprend que Radio France cherche à réaliser plus de 60 millions d'euros d'économies à travers des suppressions de postes, alors que dans un premier temps, Sybile Veil évoque une économie de 20 millions d'euros à ses salariés,. La direction prévoit la suppression de 270 à 390 emplois sur un total de 4 600 personnes. Un rapport d’expertise établit que la PDG de Radio France, Sibyle Veil, a présenté de fausses simulations financières afin de justifier des suppressions d'emplois. D'après Mediapart, « en assurant la promotion de l’une de ses proches à la tête de Radio France (Sibyle Veil), Emmanuel Macron attend d’elle qu’elle se comporte comme une préfète. Qu’elle coupe dans les crédits comme dans les effectifs ».
Fin juin 2019, Guy Lagache, directeur des antennes et de la stratégie éditoriale de Radio France, est remplacé par Dana Hastier, directrice exécutive de France 3 entre 2014 et 2018,.
Fin novembre 2019, le plan définitif d'économie décidé par Radio France est connu : 299 postes seront supprimés sur les 4 600 temps pleins embauchés par l'entreprise. Radio France mise sur 236 départs volontaires. En parallèle, 76 nouveaux postes vont être créés, dont 50 pour le numérique. Le plan prévoit de générer 60 millions d'euros d'économies d'ici à 2022. De plus, le projet de réforme de l'audiovisuel prévoit de fusionner les différentes sociétés nationales d'audiovisuel (Radio France, l'INA, France Médias Monde et France TV) dans une nouvelle holding France Médias avec un flou autour de son fonctionnement, de l'organisation des programmes, de la place des salariés et de sa gouvernance. L'annonce de ce plan a provoqué un appel à la grève de la part des unions syndicales de journalistes,, entraînant des perturbations d'antennes durant deux semaines.
Après une grève de plus de trois semaines, Sibyle Veil annonce qu'elle ne lâche rien et que ce serait « irresponsable » d'abandonner le plan d'économies de Radio France,. Elle n'entend amorcer aucune négociation avec les délégués du personnel. Après une trève le 22 décembre, la grève est reconduite à partir du 31 décembre, avec l'annulation du concert de nouvel an par l'Orchestre national de France.

### Depuis 2020: pandémie de coronavirus
Le 14 mars 2020, en conséquence des mesures gouvernementales pour lutter contre la pandémie de coronavirus, Radio France active son plan de continuité d'activité.
En juin 2020, Radio France annonce une perte nette de 700 000 euros pour 2019, première année où la dotation de l’État a été réduite. Les prévisions pour 2020 sont très pessimistes en raison de la crise liée à l'épidémie de Covid-19 et la direction du groupe annonce qu'il y aura des « pertes significatives ».
Le 8 décembre 2020, Radio France annonce l'acquisition des droits de retransmission pour les JO d'hiver de Pékin 2022 et les JO de Paris 2024 grâce à un partenariat conclu avec Discovery Channel.
En avril 2021, Radio France indique que ses pertes pour 2020 se sont finalement limitées à 9,6 millions d'euros, précisant qu'hors crise, son bénéfice d'exploitation aurait dû être positif à 1,5 million d'euros.
En juin 2024, le départ de Laurence Bloch est annoncé pour le 1er juillet. Elle est remplacée par Vincent Meslet à la direction des antennes et de la stratégie éditoriale.

## Identité de l'entreprise

### Siège
Le siège de Radio France est la maison de la radio et de la musique (anciennement maison de la Radio), située 116 avenue du Président-Kennedy dans le 16e arrondissement de Paris. Inauguré le 14 décembre 1963 par le Président Charles de Gaulle, le bâtiment connait une réhabilitation à partir de 2003.

La maison de Radio France (Paris 16e arrondissement).
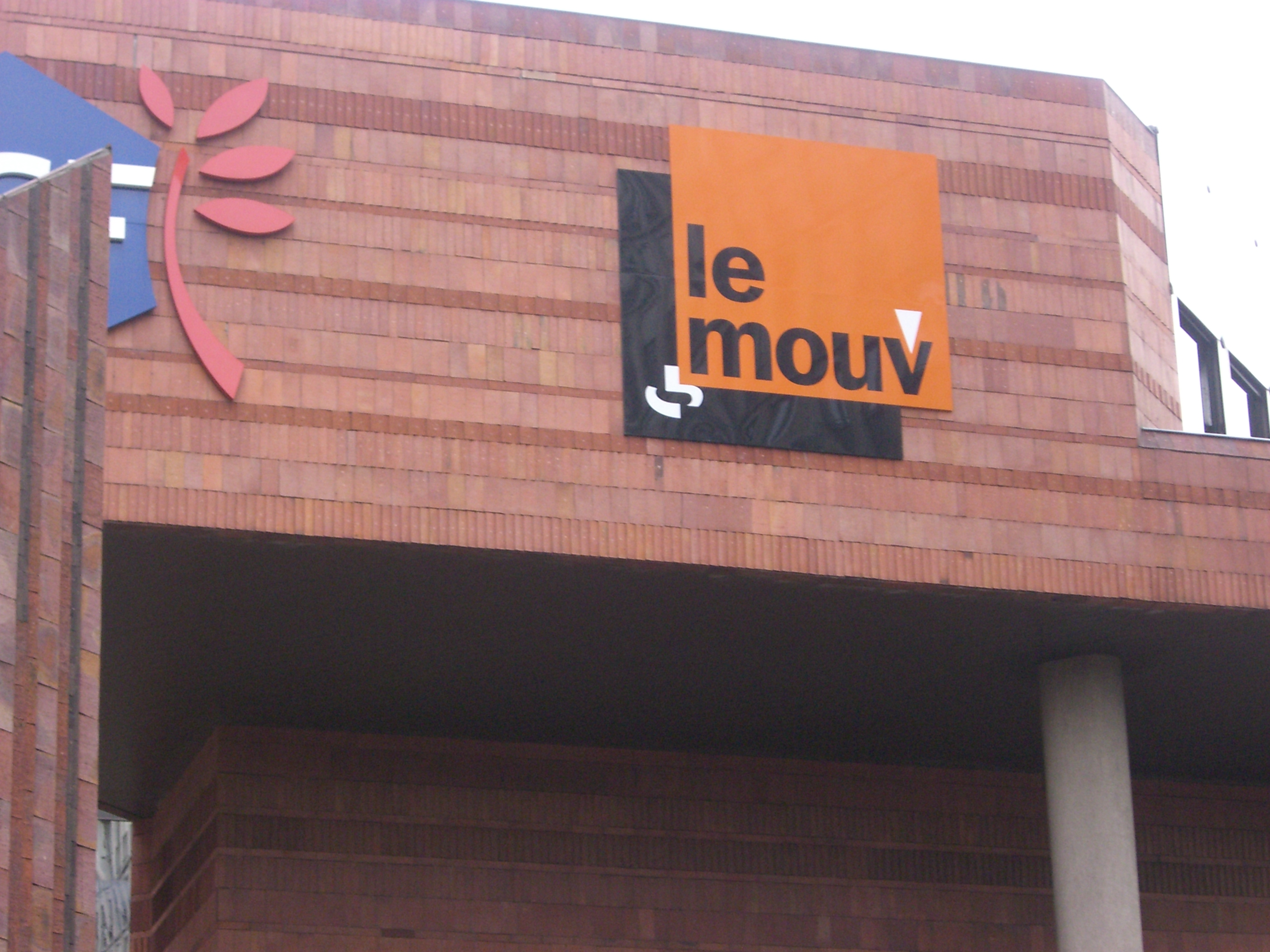
Anciens studios Mouv' à Toulouse, repris par France Bleu Toulouse.

### Identité visuelle (logo)
La première version du logo du 6 janvier 1975 représente la maison de la Radio inaugurée en 1963. Il est épuré en 1985, puis redessiné en 1991 et adopte une nouvelle typographie. En 2001, il est modernisé en prenant du relief. Un nouveau logo a été mis en place en septembre 2005 mais le point rouge depuis le 6 janvier 1975, est supprimé. Un autre logo est dévoilé le 23 mars 2017, accompagné d'une refonte de ceux des orchestres de Radio France. Ce dernier ne comporte plus la « poêle à frire », présente sur les logos de Radio France depuis sa création et représentant le bâtiment de la Maison de la Radio.
Les logos de Radio France, au cours de son histoire, ont été les suivants :

Ancien logo de Radio France du 6 janvier 1975 à 1985.
Ancien logo de Radio France de 1985 à 1991.
Ancien logo de Radio France de 1991 à avril 2001.
Ancien logo de Radio France d'avril 2001 à septembre 2005.
Ancien logo de Radio France de septembre 2005 au 23 mars 2017.
Ancien logo de Radio France utilisé sur des supports partenariaux courant 2016.
Ancien logo de Radio France du 23 mars 2017 à décembre 2021.
Logo de Radio France depuis décembre 2021.

### Équipements
Le siège comporte une centaine de studios (destinés aux émissions radios, fictions, concerts, etc.) et un auditorium :
- Auditorium de Radio France : édifié sur l’emplacement des anciens studios 102 et 103 ;
- Studio 104 (856 places) ;
- Studio 105 (237 places) et le studio 106 (137 places) dédiés aux émissions en public et aux concerts des émissions musicales ;
- Studios 611 et 621 dédiés à la chaine France Inter (tout comme les studios 511 et 521) ;
- Studio 221 est le studio « télégénique », où sont diffusées des émissions comme Les Informés, le 8.30 Franceinfo, ou Questions politiques sur la chaîne de télévision France Info.

### Budget
Le groupe Radio France est détenu à 100 % par l'État français. Le financement de Radio France provient à près de 80 % de la redevance audiovisuelle, les 20 % restants proviennent de ressources propres, principalement issus de la publicité et des activités de diversification développées par Radio France.
| Année | Ressources publiques | Ressources publiques | Ressources propres     | Ressources propres | Chiffre d’affaires total |
| Année | Redevance            | Subvention           | Recettes publicitaires | Ventes de services | Chiffre d’affaires total |
| ----- | -------------------- | -------------------- | ---------------------- | ------------------ | ------------------------ |
| 1990  | 285 200 000 €        | —                    | 14 500 000 €           | 14 800 000 €       | 314 600 000 €            |
| 1991  | 306 100 000 €        | —                    | 16 100 000 €           | 16 200 000 €       | 338 300 000 €            |
| 1992  | 311 400 000 €        | 8 800 000 €          | 15 600 000 €           | 15 400 000 €       | 351 200 000 €            |
| 1993  | 332 400 000 €        | 5 800 000 €          | 16 100 000 €           | 15 100 000 €       | 369 400 000 €            |
| 1994  | 334 300 000 €        | 16 100 000 €         | 15 000 000 €           | 15 800 000 €       | 381 200 000 €            |
| 1995  | 356 000 000 €        | 6 000 000 €          | 19 600 000 €           | 17 000 000 €       | 398 600 000 €            |
| 1996  | 321 500 000 €        | 52 400 000 €         | 21 400 000 €           | 16 500 000 €       | 411 700 000 €            |
| 1997  | 325 600 000 €        | 48 700 000 €         | 20 100 000 €           | 16 800 000 €       | 411 200 000 €            |
| 1998  | 386 500 000 €        | —                    | 21 300 000 €           | 15 800 000 €       | 423 600 000 €            |
| 1999  | 394 400 000 €        | —                    | 19 400 000 €           | 12 800 000 €       | 426 600 000 €            |
| 2000  | 411 310 000 €        | —                    | 24 150 000 €           | 15 690 000 €       | 451 150 000 €            |
| 2001  | 429 710 000 €        | —                    | 26 700 000 €           | 16 200 000 €       | 472 610 000 €            |
| 2002  | 443 300 000 €        | —                    | 34 520 000 €           | 17 140 000 €       | 494 960 000 €            |
| 2003  | 452 290 000 €        | —                    | 35 640 000 €           | 17 990 000 €       | 505 920 000 €            |
| 2004  | 469 300 000 €        | —                    | 40 000 000 €           | 18 000 000 €       | 527 300 000 €            |
| 2005  | 479 871 000 €        | —                    | 43 038 000 €           | 18 107 000 €       | 541 015 000 €            |
| 2006  | 489 365 000 €        | —                    | 44 665 000 €           | 18 294 000 €       | 552 324 000 €            |
| 2007  | 502 094 000 €        | —                    | 44 073 000 €           | 19 463 000 €       | 565 630 000 €            |
| 2008  | 514 128 000 €        | —                    | 43 654 000 €           | 19 129 000 €       | 576 912 000 €            |
| 2009  | 533 942 000 €        | —                    | 39 432 000 €           | 21 110 000 €       | 594 483 000 €            |
| 2010  | 549 621 000 €        | —                    | 41 779 000 €           | 21 872 000 €       | 613 273 000 €            |
| 2011  | 568 598 000 €        | —                    | 41 337 000 €           | 22 793 000 €       | 632 728 000 €            |
| 2012  | 583 138 000 €        | —                    | 40 423 000 €           | 26 580 000 €       | 650 141 000 €            |
| 2013  | 574 441 000 €        | —                    | 40 404 000 €           | 26 026 000 €       | 640 871 000 €            |
| 2014  | 575 900 000 €        | —                    | 41 990 000 €           | 27 600 000 €       | 645 480 000 €            |
| 2015  | 572 240 000 €        | —                    | 40 200 000 €           | 26 400 000 €       | 638 830 000 €            |
| 2016  | 577 300 000 €        | —                    | 43 300 000 €           | 32 300 000 €       | 652 800 000 €            |
| 2017  | 577 800 000 €        | —                    | 48 400 000 €           | 29 800 000 €       | 656 000 000 €            |
| 2018  | 586 400 000 €        | -                    | 52 600 000 €           | 32 300 000 €       | 671 200 000 €            |
| 2019  | 582 400 000 €        | -                    | 55 200 000 €           | 36 300 000 €       | 673 900 000 €            |
| 2020  | 577 400 000 €        | -                    | 56 700 000 €           | 20 200 000 €       | 654 300 000 €            |
| 2021  | 569 400 000 €        | -                    | 59 800 000 €           | 32 000 000 €       | 661 200 000 €            |

### Activité, rentabilité, effectif
|                                        | 2014  | 2015   | 2016   | 2017  | 2018  |
| -------------------------------------- | ----- | ------ | ------ | ----- | ----- |
| Chiffre d'affaires en millions d'euros | 645   | 639    | 653    | 656   | 671   |
| Résultat net en millions d'euros       | - 2   | - 15,9 | - 10,6 | - 4,8 | +7,3  |
| Effectif moyen annuel                  | 4 655 | 4 630  | 6 613  | 4 595 | 4 562 |

### Patrimoine et vente aux enchères
Du 21 septembre au 11 octobre 2018, 4 550 disques vinyles appartenant à la discothèque de Radio France sont mis en ligne sur Internet pour la 4e édition de vente aux enchères au public, après les succès des précédentes éditions de juin 2016, septembre 2017 et décembre 2017. Le 19 janvier 2019, le parc d'instruments de musique de Radio France est sujet à une vente aux enchères. Cette vente se passe aussi sur Internet, proposée en ligne du 7 au 28 janvier 2019.

## Organisation

### Généralités
En septembre 2019, un projet de loi émanant du ministère de la Culture annonce la création de « France Médias », société mère qui regroupera France Télévisions, Radio France, France Médias Monde et l'INA. Ce projet de loi prévoit en outre la fin des nominations des dirigeants de Radio France par le CSA, pouvoir qui sera attribué au conseil d'administration de l'entité radiophonique, qui continuera de fonctionner de façon indépendante, mais aussi en synergie avec les autres entités de France Médias.

### Présidents-directeurs généraux
Mathieu Gallet, ancien président-directeur général de l'Institut national de l'audiovisuel (INA) de 2010 à 2014, est nommé à l'unanimité par les membres du Conseil supérieur de l'audiovisuel (CSA) le 27 février 2014 et prend ses fonctions le 12 mai 2014. Après avoir été condamné pour favoritisme à un an de prison avec sursis et 20 000 euros d'amende, il est révoqué par le CSA le 1er mars 2018. Doyen du conseil d'administration, Jean-Luc Vergne assurera l'interim jusqu'au 12 avril 2018.
| Entrée en fonction | Nom                       | Activité                                | Texte de nomination |
| ------------------ | ------------------------- | --------------------------------------- | ------------------- |
| 1er janvier 1975   | Jacqueline Baudrier       | journaliste                             | [ Légifrance 1 ]    |
| 1er janvier 1978   | Jacqueline Baudrier       | journaliste                             | [ Légifrance 2 ]    |
| 1er janvier 1981   | Jacqueline Baudrier       | journaliste                             | [ Légifrance 3 ]    |
| août 1981          | Michèle Cotta             | journaliste                             | [ Légifrance 4 ]    |
| 21 octobre 1982    | Jean-Noël Jeanneney       | historien                               | [ Légifrance 5 ]    |
| 21 octobre 1985    | Jean-Noël Jeanneney       | historien                               | [ Légifrance 6 ]    |
| décembre 1986      | Roland Faure              | journaliste                             | [ Légifrance 7 ]    |
| février 1989       | Jean Maheu                | conseiller maître à la Cour des comptes | [ Légifrance 8 ]    |
| 30 novembre 1989   | Jean Maheu                | conseiller maître à la Cour des comptes | [ Légifrance 9 ]    |
| 30 novembre 1992   | Jean Maheu                | conseiller maître à la Cour des comptes | [ Légifrance 10 ]   |
| 30 novembre 1995   | Michel Boyon              | conseiller d'État                       | [ Légifrance 11 ]   |
| 30 novembre 1998   | Jean-Marie Cavada         | journaliste                             | [ Légifrance 12 ]   |
| 30 novembre 2001   | Jean-Marie Cavada         | journaliste                             | [ Légifrance 13 ]   |
| 12 mai 2004        | Jean-Paul Cluzel          | inspecteur général des finances         | [ Légifrance 14 ]   |
| 12 mai 2009        | Jean-Luc Hees             | journaliste                             | [ Légifrance 15 ]   |
| 12 mai 2014        | Mathieu Gallet            | économiste                              | [ Légifrance 16 ]   |
| 1er mars 2018      | Jean-Luc Vergne (intérim) |                                         | [ 22 ]              |
| 16 avril 2018      | Sibyle Veil               | conseiller d'État                       | [ Légifrance 17 ]   |

### Stations, filiales et participations
| Les radios : produire et diffuser                                  | Les radios : produire et diffuser                            | Les radios : produire et diffuser                                                                                     | Les radios : produire et diffuser |
| ------------------------------------------------------------------ | ------------------------------------------------------------ | --- | --------------------------------- |
|                                                                    | FIP                                                          | radio musicale consacrée à tous les genres musicaux                                                                   |                                   |
|                                                                    | Ici                                                          | 44 radios locales |                                   |
|                                                                    | France Culture                                               | radio culturelle |                                   |
|                                                                    | France Info                                                  | radio d'information en continu                                                                                        |                                   |
|                                                                    | France Inter                                                 | radio généraliste |                                   |
|                                                                    | France Musique                                               | radio musicale classique et jazz                                                                                      |                                   |
|                                                                    | Mouv'                                                        | radio destinée aux jeunes                                                                                             |                                   |
|                                                                    | Sophia                                                       | la banque de programmes de Radio France pour les radios indépendantes fermée en 2020                                  |                                   |
| La télévision : Radio France détient 15 % du capital d'Arte France |                                                              | |                                   |
|                                                                    | Arte France                                                  | société française d'édition de programmes de télévision                                                               |                                   |
| Internet                                                           |                                                              | |                                   |
|                                                                    | RF8                                                          | site d’écoute et de partage de musique en ligne fermé en 2015                                                         |                                   |
| Les orchestres et chœur : Assurer la gestion et le développement   |                                                              | |                                   |
|                                                                    | Les Concerts de Radio France                                 | |                                   |
|                                                                    | L'Orchestre national de France                               | |                                   |
|                                                                    | L'Orchestre philharmonique de Radio France                   | |                                   |
|                                                                    | Le Chœur de Radio France                                     | |                                   |
|                                                                    | La Maîtrise de Radio France                                  | |                                   |
| Les services                                                       |                                                              | |                                   |
|                                                                    | Radio France Publicité                                       | destiné à la commercialisation de l'espace publicitaire de France Inter, France Info, France Bleu (national et local) |                                   |
|                                                                    | Musée de Radio France                                        | le musée de Radio France                                                                                              |                                   |
| Les festivals : organiser                                          |                                                              | |                                   |
|                                                                    | Festival Présences de musique contemporaine                  | |                                   |
|                                                                    | Festival Présences électronique de musique électroacoustique | |                                   |

### Communication
Au-delà de son métier premier qui est de faire de la radio, Radio France œuvre sur de nombreux chantiers politiques, sociaux ou culturels. Le groupe déploie des moyens pour soutenir différentes causes, s'engage sur plusieurs fronts et le fait savoir au travers d'actions de communication. Ainsi, en 2018 Radio France indique que :
- le nouvel accord d'entreprise 2018-2020 « soutient la politique volontariste de Radio France en faveur de l'égalité des chances »[83] ;
- un nouvel accord d'entreprise triennal pour promouvoir l'égalité professionnelle et salariale entre les hommes et les femmes a été signé le 1er juillet 2018[84] ;
- depuis 2016, des partenariats de projets sont menés pour le développement culturel de pays francophones (Bénin, Haïti, Gabon)[85] ;
- le groupe audiovisuel et le Comité France-Chine s'associent pour promouvoir les échanges économiques et culturels entre la France et la Chine autour de la musique[86] ;
- il signe la création d'un programme d'échanges artistiques s'appuyant sur un cercle de mécènes en Chine[87] ;
- il soutient la Semaine européenne pour l'emploi des personnes handicapées, en prévoyant des animations à la Maison de la Radio[88].

### Comité d'éthique
En application de la loi du 14 novembre 2016 et de son décret d’application du 21 mars 2017, un comité d'éthique est créé visant à renforcer la liberté, l’indépendance et le pluralisme des médias. […] Ce comité est composé de cinq personnalités indépendantes nommées pour trois ans et dont le mandat est renouvelable.

## Activités du groupe

### Cellule Investigation et enquête
La cellule investigation de Radio France, nom usuel de la direction des enquêtes et de l'investigation de Radio France, créée en 2014, est une équipe de journalistes dédiée aux enquêtes de fond, visant à révéler des informations d'intérêt général souvent cachées (abus, scandales, dysfonctionnements...). En dix ans, cette cellule a produit près de 400 enquêtes sur une large palette de sujets, de la politique à l'économie en passant par les affaires sociales et les questions environnementales. Elle produit des émissions comme Secrets d'info (sur France Inter) et Samedi investigation sur France Info. La cellule a contribué à révéler des affaires majeures (ex. : Pandora Papers, Uber Files. Elle a été récompensée par plusieurs prix, dont un Online Journalism Award en 2023 (pour son enquête Story Killers). Elle a créé une plateforme permettant aux citoyens de signaler des faits susceptibles d'intéresser les journalistes.
```
et investigation. Ce dernier pôle comprend cinq enquêteurs
[
90
]
.
```

La cellule investigation est partenaire de Disclose depuis 2018.

### Éditions Radio France
Radio France se présente également comme éditeur pour des œuvres issues d'émissions des stations du groupe ou créées par des producteurs maison, dans les domaines littéraire (y compris bande dessinée et livres illustrés), sonore et ludique. Cependant, ces "éditions" ont essentiellement un rôle de label accordé à un titre, le travail d'édition technique étant généralement assuré par un éditeur traditionnel.
Les labels accordés sont généralement ceux des chaînes du groupe : France Inter, France Culture, franceinfo, France Musique et Fip.

### Partenariats réguliers et événementiels
Lorsque l'actualité le nécessite, les stations de Radio France ont recours à une programmation événementielle, laquelle n'est plus soumise aux grilles de programmes. Ces événements, qu'ils soient politiques, économiques, sociétaux, culturels ou sportifs, se retrouvent dans les pages retraçant les chronologies annuelles du média radio.
Par exemple, entre 2016 et 2018, Radio France a effectué des commémorations, s'est mobilisée pour prendre part à des événements sociaux, culturels ou sportifs.

#### Commémorations
Radio France commémore parfois des événements historiques. Par exemple :
- du 1er juin au 29 juillet 2017, pour les cinquante ans de la sortie de l'album mythique des Beatles Sgt Pepper's Lonely Hearts, Radio France présente une exposition-expérience[93] ;
- du 20 février au 15 mars 2018, la Discothèque de Radio France propose une exposition parcourant l'œuvre discographique de David Bowie, deux ans après sa disparition[94] ;
- le 22 mars 2018, Radio France commence une programmation consacrée au cinquantenaire des événements de Mai 68[95].

#### Événements sociétaux, culturels ou sportifs
L'entreprise publique se mobilise fortement pour prendre part, tous les ans, à des événements sociaux, culturels ou sportifs.
Par exemple, entre 2016 et 2018, nombre de ces rendez-vous ont trait au domaine du livre ou de la langue française. Radio France prend part à la Nuit de la lecture en janvier 2017, à la Semaine de la langue française et de la francophonie en mars 2017, au Salon du Livre de Paris en mars 2017, à la manifestation Radio France fête le livre en novembre 2017 et 2018,.
Par ailleurs, sur le plan sociétal, Radio France se joint au Téléthon en décembre 2017, est partenaire du Salon international de l'agriculture en février 2018, soutient le Sidaction en mars 2018, mobilise les sept stations du groupe pour la COP24 en décembre 2018.
Sur le plan culturel, Radio France est au Festival de Cannes en mai 2018, à la Fête de la musique en juin 2018, au Concert de Paris du Champ de Mars en juillet 2018.
Sur le plan sportif, Radio France mobilise la Maison de la Radio pour fêter le sport avec l'ONG Play international en septembre depuis 2016,, est la radio officielle du Championnat du monde de handball masculin 2017 en janvier, envoie une puissante délégation de journalistes pour les Jeux olympiques d'hiver de 2018 en février.

#### Autres partenariats
- Le 11 octobre 2019, le quotidien L'Équipe, associé depuis des années à RTL, annonce avoir signé un partenariat avec Radio France qui durera jusqu'en 2024[112].
- Victoires de la musique (2020-2021)[113].

## Diffusion

### Diffusion hertzienne (AM, FM, DAB+)
Depuis 1975, Radio France diffuse en FM sur la quasi-totalité du territoire.
Radio France diffuse entre 1975 et 2016 en AM : France Inter GO (1939-2016), France Inter PO (1956-1996), France Inter OC (1975-1981) ; France Culture PO (1975-1980) ; RFI OC (1975-1986) (avant sa scission de Radio France) ; Radio Bleu PO (1980-2000), France Bleu PO (2000-2016) ; France Info PO (2000-2016).
En 2016, les programmes de Radio France sont diffusés en RNT (DAB+) sur la région Parisienne via une expérimentation. En 2019, le CSA attribue à l'ensemble des fréquences nationales de Radio France, via une procédure d'appel d'offres, une diffusion en DAB+. Cette technologie vise principalement à permettre une meilleure qualité sonore, l'ajout de données synchronisées ou non avec la radio (textes défilant, images, informations, sites Web, etc.) et un coût de diffusion inférieur à celui de la FM.
Depuis le 12 octobre 2021 toutes les radios de Radio France sauf France Bleu, sont diffusées sur le multiplex métropolitain 2. Elles sont actuellement[Quand ?] audibles entre Paris et Marseille ce qui permet de couvrir l'A6 et l'A7. L'émetteur expérimental parisien lancé en 2016 est, quant à lui, arrêté.

### Diffusion numérique
Depuis 2006, Radio France produit ses programmes entièrement en numérique et propose depuis 2012 de nombreuses émissions en podcast sous format MP3.
À partir de 2014, face à l'essor de la consommation de vidéos sur Internet et le développement de l'usage des tablettes ou smartphones, Radio France instaure le concept de « radio enrichie » qui consiste à filmer le studio lors de l'enregistrement de certaines émissions de radio. La vidéo est alors mise en ligne en direct (en streaming) sur le site web de la station ou insérée dans un catalogue de vidéos de façon à être consultable après la diffusion à l'antenne.